# Distrito de Santiago de Tuna

Provincia de Huarochirí en el Departamento de Lima, Perú

El distrito de Santiago de Tuna es uno de los treinta y dos distritos de la provincia de Huarochirí, en el departamento de Lima, bajo la administración del Gobierno Regional de Lima-Provincias, Perú. Limita por el norte con el Distrito de San Bartolomé; por el sur con el Distrito de Antioquía; por el sureste con el Distrito de San Andrés de Tupicocha; y, por el oeste con el Distrito de Sicaya.
Dentro de la división eclesiástica de la Iglesia Católica del Perú, pertenece a la Vicaría IV de la Diócesis de Chosica

## Historia
Debido su ubicación geográfica, Tuna ha sido habitada por los diferentes pueblos que en determinado tiempo han hegemonizado su presencia en los andes centrales. Muchas costumbres y vocablos son prueba contundente de ello.  Los nombres de planta, animales, cerros y algunas costumbres provienen del aimara,  quechua y  colla. Es cuestión de hacer un inventario para poder ubicar sus orígenes.
Santiago de Tuna fue durante la colonia uno de los pueblos proveedores de frutas, tubérculos y cereales a la ciudad de Lima. En esos años el traslado de los productos demoraba dos días porque se hacía con acémilas. Las rutas por la cuenca del río Rímac eran por la quebrada de Chaymallán, por la quebrada de Aguada hasta llegar a Cocachacra. La ruta por la cuenca del río Lurín eran por Guacaquilí - Chamana Antioquía. y por la quebrada de Sisicaya hasta Pachacámac y Surco (en Lima). Esas rutas generaron durante años una red de amistades y parentesco que se sustentaba en el intercambio de productos y la migración estacional.
Durante la guerra con Chile, Santiago de Tuna sufrió el saqueo e incendio del pueblo y de la iglesia. Para la reconstrucción del templo se vendieron las tierras que tenía la Comunidad Campesina de Santiago de Tuna en la actual Chaclacayo. De esa época perduran historias que narran el ingreso de las tropas chilenas y de cómo hicieron los tuneños para eludir los ataques y proteger la escultura de Santiago Apóstol ocultándolo en cuevas distantes.
Santiago de  Tuna perdió varios terrenos comunales en Chaclacayo y en el lindero con San Andrés de Tupicocha, pero lo que más afectó fue cuando el antiguo pueblo de Chaute se separó y se anexó al distrito de san Bartolomé, con lo que vio reducido el territorio.
Su creación política como distrito se hizo mediante la Ley n.º 9875 del 31 de diciembre de 1943., en el primer gobierno del Presidente Manuel Prado Ugarteche.

## Geografía
Su territorio se ubica entre las cuencas de los río Rímac y Lurín. Su capital Santiago de Tuna se ubica a una altitud de 2 850 m s. n. m.
Para llegar desde Lima se recorre por la Carretera Central hasta el kilómetro 53,5 en Santa Cruz de Cocachacra, desde allí se avanza durante una hora y media por una carretera afirmada, hasta el km 77.
La geografía de Santiago de Tuna es accidentada con muchas quebradas, empinados cerros y escasas planicies que desde tiempos remotos los pobladores han acondicionado para la agricultura; a esos espacios ligeramente planos se les conoce con los subfijos: cancha, canche, nanche, shica, pampa o coto. Por  ejemplo: Warananche, Llamqacanche, Cansacoto, Callenshica, Ñamucanche.
A lo largo del territorio y en los diversos pisos ecológicos existen caminos prehispánicos que permitieron el transporte y la integración de todos los centros poblados. Hay evidencias de caminos empedrados y tambos construidos en el borde de los precipicios.
La ubicación de Santiago de Tuna es estratégica, pues es el paso natural entre los ríos Lurín y Rímac - ruta de Tutayquiri. Es un lugar idóneo para la práctica de caminata, bicicleta de montaña y otros deportes de aventura. Los viajeros y excursionistas encontrarán lugares ideales para vacacionar, en medio de eucaliptos, de misteriosos mitos o de viejos molles. Santiago de Tuna ofrece lugares tranquilos y con una excelente vista.
En los meses de abril, mayo y junio cuando los cerros están cubiertos de densa vegetación se puede observar excelentes paisajes y campos de melocotones, manzanas, paltas, tunas, ciruelos y otros frutales. También se producen de papas, otros tubérculos y cereales. La ganadería es de menor escala. En los cerros (moyas) es frecuente ver vacas, ovejas, cabras y los útiles burros, que son los animales que se utilizan en el transporte de las cosechas.
Actualmente no se hace uso tecnificado en los terrenos de cultivo, son numerosos los andenes que han sido abandonados y muchas acequias y canales de regadío de tiempos preincaicos han sido destruidos, algunos pueden ser observados en los diferentes lugares del distrito.

## Tumna, nombre prehispánico
Tumna es el nombre prehispánico del distrito; sin embargo no se ha determinado exactamente a qué refiere esa palabra. Significa ladera en el quechua ancashino. También puede referir al árbol de tumna, que abundaba en la zona hasta hace cuarenta años. Hay quienes asocian a Santiago de Tuna con la fruta tuna (Opuntia ficus indica) Lo cual no tiene tanto asidero ya que el cultivo sostenido de esta cactácea en el distrito tiene una antigüedad no mayor de cincuenta años; por lo que es poco probable que haya servido para adjudicar el nombre a Santiago de Tumna cuando el Virrey Toledo dictó las reducciones que consistió en la reubicación de los ayllus en un solo pueblo, convirtiéndose en comunidad de indígenas al principio y después en comunidad campesina.
En el siglo XVI, los  ayllus de Tumna formaban parte de la Huaranga Checa, una de las cinco huarangas de Huarochirí, gobernada entonces por los Yauyos. Los Checa administraban esta zona que tiene especial importancia por ser el pasaje natural entre las cuencas del río Lurín y la del río Rímac. Los ayllus y parcialidades de aquellos tiempos preincas, que sobreviven hasta el presente son: Cacasica, Satafasca I (Satpasca), Satafasca II, Móxica (Mujica) y Cacarima..
Durante el gobierno del Virrey Toledo, se procedió con la "reducción" de los caseríos, que en esos tiempos estaban dispersos en Sacasanche (Sacsanche), Huangre, Chaute, Lucumaní, Tama, Suche, Chilca, Cuñanche, Warananche, Changraya, Tampucaya, Carsisana, Quinchihuaca, Hualapunku y Tumna. Con ellos se formó el pueblo de indios Tumna, bajo la advocaión del Apóstol Santiago. Se mandó erigir la capilla para la doctrina y la casa para el encargado de recoger los tributos. Desde entonces, las parcialidades se organizaron también en hermandades y cofradías. Testimonios escritos de esta época se puede en contra en el libro Huarochiri-Andean-Society-Under-Spanish, de la antropóloga Karen Spalding También se mencionan lugares y hechos en el libro Huarochirí: manuscrito quechua del siglo XVII, del investigador Gerald Taylor. Recomiendo de manera especial revisar con atención el libro del mismo autor: Camac, camay y camasca...: y otros ensayos sobre Huarochirí y Yauyos. La lectura de las crónicas, las visitas a la provincia realizadas por los jesuitas en su afán por extirpar las idolatrías han permitido registra situaciones y hechos importantes de la historia huarochirana y tuneña.
Los documentos de la época refieren la presencia de mitmaes en Tumna provenientes de San Pedro de Casta y también mencionan la partida de mitmaes tumnas hacia Chocorvos (Huancavelica) y  Casta. Posteriormente se hizo muy intenso el traslado de mitmaes de origen Asto y de la Chaupiguaranga de la actual Yanahuanca (Pasco)
La Comunidad Tumna tenía los beneficios del control de pisos y por eso tenían propiedades en la actual Cochachacra,  Ricardo palma y Chaclacayo, eran terrenos para uso cíclico en época de mal tiempo o sequía. Esos terrenos fueron perdidos por la despreocupación de las autoridades comunales y distritales.

## Población
Según el censo de población de 2007 el distrito cuenta con 666 habitantes.

## Gentilicio
El gentilicio de Santiago de Tuna es "tunino"  "tunina". También es frecuente el uso de la palabra "tuneño".
El apodo que se aplica a los tuneños en el ámbito de la provincia de Huarochirí  es "barrigón". Antiguamente, los pueblos acostumbraban adjudicar apodos para resaltar las debilidades de los pobladores de una comunidad. A los tuneños les decían "Tunino barrigón". El apodo se aplicaba solamente a los varones.

## Autoridades

### Municipales
- 2015 - 2018[6]
  - Alcalde: Néstor Pomacaja Ávila, Movimiento Concertación para el Desarrollo Regional (CDR).
  - Regidores: Armando Percy Encarnación Vilcayauri (CDR), Pablo Justo Advíncula Alcántara (CDR), Francisca Enedina Pérez Urquizo (CDR), René Edith Encarnación Pérez (CDR), Miguel Quintin Alcantara Gonzales (Patria Joven).
- 2011 - 2014[7]
  - Alcalde:  Néstor Pomacaja Ávila, del Movimiento Concertación para el Desarrollo Regional (CDR).
  - Regidores: Armando Percy Encarnación Vilcayauri (CDR), Francisca Enedina Pérez Urquizo (CDR), Carlos Alberto Chumbimuni Ygnacio (CDR), Nildo Elias Advíncula Encarnación (CDR), Pablo Justo Advíncula Alcántara (Santiago de Tuna Unido al Progreso).
- 2007 - 2010[8]
  - Alcalde: Néstor Pomacaja Ávila, Movimiento Trabajemos por Santiago de Tuna.
- 2003 - 2006
  - Alcalde: Héctor Wilfredo Urquizo Alcántara, Movimiento Santiago de Tuna Unido al Progreso.
- 1999 - 2002
  - Alcalde: Héctor Wilfredo Urquizo Alcántara, Movimiento Santiago de Tuna Unido al Progreso.
- 1996 - 1998
  - Alcalde: Héctor Wilfredo Urquizo Alcántara, Lista independiente n.º 5 Tuna, Chilca, Lucumani Unidos por el Progreso.
- 1993 - 1995
  - Alcalde: Eduardo David Mariscal Urquiso, Movimiento Mayoría Nueva Huarochirana.
- 1990 - 1992
  - Alcalde: Leoncio Alberto Pomacaja, Partido Acción Popular.
- 1987 - 1989
  - Alcalde: Pedro Grimanel Pomacaja Advícula, Partido Aprista Peruano.
- 1984 - 1986
  - Alcalde: Leoncio Alberto Pomacaja, Partido Acción Popular.
- 1981 - 1983
  - Alcalde: Waldo Feliciano Pomacaja, Partido Aprista Peruano.

### Policiales
- Comisaría de Santiago de Tuna
  - Comisario: Mayor PNP.[9]

### Religiosas
- Diócesis de Chosica[10]
  - Obispo: Mons. Norbert Klemens Strotmann Hoppe M.S.C.
- Parroquia San Juan Bautista - Capilla Santiago Apóstol[11]
  - Párroco: Pbro. Oscar Yangali García
  - Vicario parroquial: David Choquemaqui Quispe.

## Educación

### Instituciones educativas
- I.E.

## Festividades
Desde los orígenes de los pueblos la actividad agrícola y ganadera han definido el calendario de festividades o de sacrificios como consecuencia de los ciclos de lluvias y sequías.
En enero, mes de lluvias y huaycos, se celebra la Bajada de Reyes con danzas que imitan a las aves y los animales silvestres, antiguas deidades que con la introducción del catolicismo tuvieron un proceso de sincretismo. La gente es feliz porque llueve e imitan a los  "choqués", a los zorros y al puma, con cuya piel se viste al protagonista de la danza.  esta fiesta tiene una duración promedio de tres días, cada uno de ellos tiene responsables de la comunidad, de las autoridades locales y de la cofradía de negritos que celebró la Navidad en la Navidad anterior.
- Febrero las yunsas se erigen en medio de la neblina y de la lluvia.
- Mayo  es el mes del rodeo
- Julio  Fiesta  de Santiago Apóstol,  Santo Patrón del distrito
- Agosto fiesta de la Santa Patrona
- Diciembre se celebra el nacimiento del Niño Jesús (24 al 28). Hasta hace dos décadas existían diversas cofradías y hermandades que dedicaban su atención a los santos y santas que la Iglesia católica adjudicaba. Entre las cofradías se recuerdan a la de la Virgen de Los Dolores, a la Virgen del Carmen,  Corpus Chisti, la Cofradía de Negritos del Niño Dios Barrio Alto, la Cofradía del barrio Bajo. Como muchos pueblos huarochiranos, en Santiago de Tuna también existen instituciones musicales como el Alfonso Ugarte, la Armónica Tuna y la Unión Juventud Tuna.